# 1SWASP J140747.93-394542.6

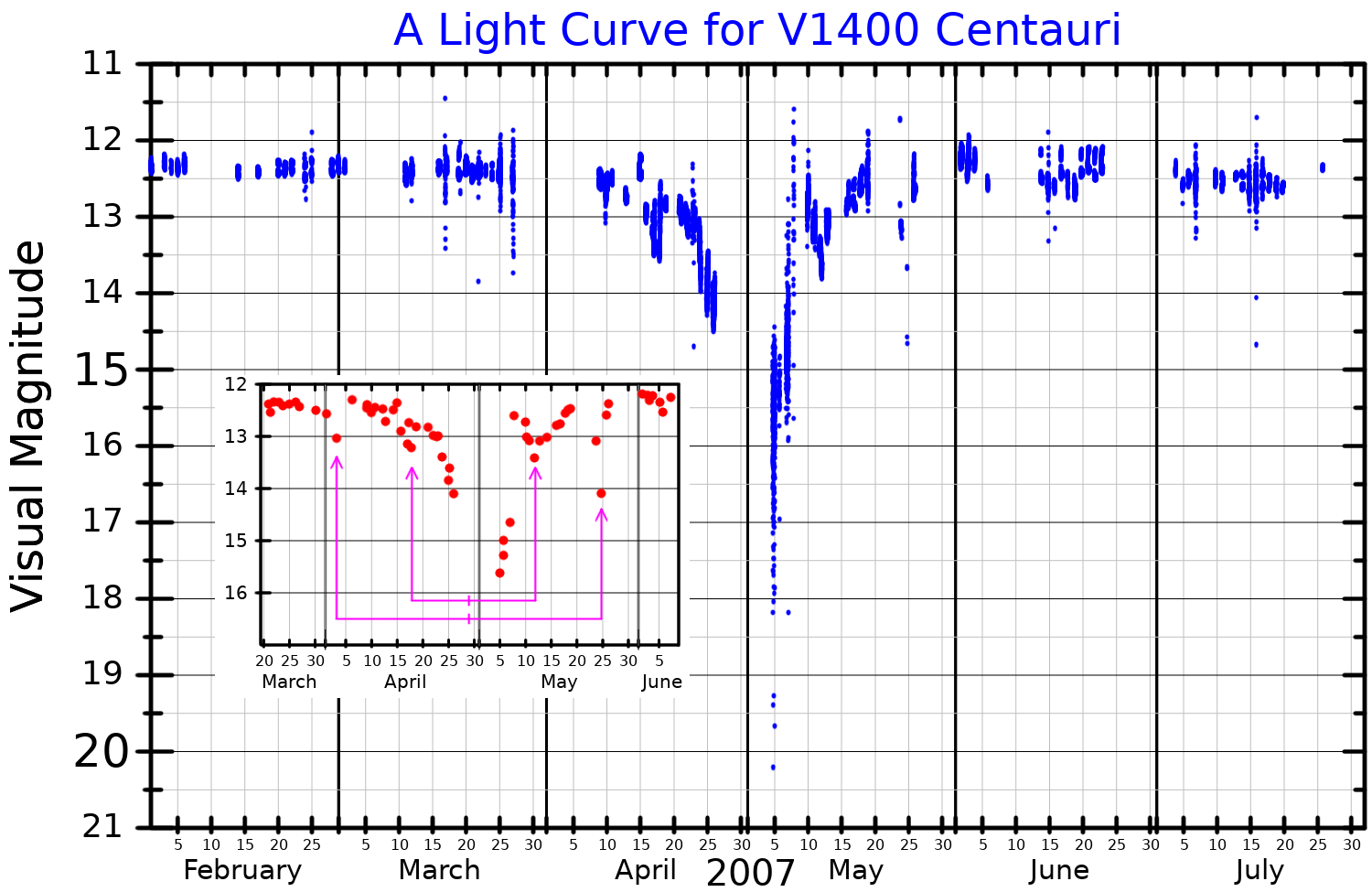
Lichtkromme van V1400 Cen

1SWASP J140747.93-394542.6 (vaak afgekort als 1SWASP J140747 of J1407 of V1400 Centauri) is een ster uit het sterrenbeeld Centaur op 451 lichtjaar van de aarde.
De ouderdom van de ster wordt geschat op 16 miljoen jaar en de ster heeft een massa van ongeveer 90% die van onze zon. De schijnbare magnitude is 12,3 en is dus niet met het blote oog te zien.
De ster heeft één planeet, 1SWASP J1407b, maar dit zou ook een bruine dwerg kunnen zijn. Rond 1SWASP J1407b is een ringensysteem te vinden.

## 1SWASP J1407.93-394542.6b
De ontdekking vond plaats in 2012  door de astronoom Eric Mamajek van de University of Rochester. In april en mei 2007 vond een 56-dagen durende complexe eclips plaats van deze ster. Hierdoor kon men het bestaan van J1407b aantonen. De eclips duurde zó lang omdat de straal van het ringenstelsel ongeveer 90 miljoen kilometer is (ongeveer gelijk aan 0,6 Astronomische eenheid). De omlooptijd van J1407b wordt geschat tussen de 3,5 en 13,8 jaar. Over de massa is er onenigheid. Hij wordt geschat op 13 tot 26 maal de massa van Jupiter. Er is een gat in het ringensysteem op ongeveer 61 miljoen kilometer van het midden (ongeveer 0,4 AE). Dit gat wordt beschouwd als indirect bewijs voor de aanwezigheid van een exomaan met een massa van 0,8 keer de massa van de Aarde. 
Deze exoplaneet of bruine dwerg is de eerste van zijn soort ontdekt met transitiefotometrie.